# (29837) Savage
(29837) Savage (1999 FP5) – planetoida z pasa głównego asteroid okrążająca Słońce w ciągu 5,22 lat w średniej odległości 3,01 j.a. Odkryta 21 marca 1999 roku.